# 臺中市大里區大元國民小學
臺中市大里區大元國民小學，簡稱大元國小，現任校長為張舋今。民國77年（1988年）5月由黃秋平初步規劃。民國85年（1996年）2月1日，奉台灣省政府核准，正式籌備建校。民國87年（1998年）8月1日開始招生，台中縣政府指派趙景惠為首任校長。民國99年（2010年）12月25日，臺中市及臺中縣合併升格為直轄市後，改稱臺中市大里區大元國民小學。學區範圍為大元里1至6鄰、9至14鄰、18至20鄰、23鄰，中新里，國光里13至20鄰（13、14、20鄰自由學區），長榮里29、32、33鄰（自由學區）
學校特色
營養活力補給站～大元午餐廚房 營養活力補給站～大元午餐廚房 （页面存档备份，存于）
都市中的綠葉方舟～大元生態園區 （页面存档备份，存于）
商業週刊、親子天下推薦～百大"夯"小學 （页面存档备份，存于）
藝術教育殿堂～大元美術班 （页面存档备份，存于）
歷任校長
趙景惠校長 第一、二任（085年2月～093年1月）
廖明坤校長 第三任（093年2月～094年7月）
張其政校長 第四任（094年8月～098年7月）
邱志忠校長 第五、六任（098年8月～106年7月）
游玉芬校長 第七、八任（106年8月～112年7月）
張舋今校長 第九任（112年8月～現任）
著名校友
中信兄弟投手 陳柏豪

## 外部連結
- 大元國民小學 （页面存档备份，存于）